# Bellevue-Inseln
Die Bellevue-Inseln sind eine kleine zu Australien gehörige Inselgruppe im Archipel der Torres-Strait-Inseln. Sie liegen etwa in der Mitte der Meerespassage (Torres-Straße) zwischen der Nordspitze von Australien und Papua-Neuguinea.
Die Gruppe besteht aus rund einem Dutzend Inseln, wovon allerdings nur Mabuiag mit 210 Einwohnern bewohnt ist. Zu den Bellevue-Inseln zählen u. a. folgende Inseln:
| Name             | Alternativ    | Koordinaten           | Bevölkerung 2016 | Fläche km² |
| ---------------- | ------------- | --------------------- | ---------------- | ---------- |
| Aipus            | Boya          | 09° 56′ S, 142° 10′ O | unbewohnt        | 0,22       |
| Kamutnab         |               | 09° 58′ S, 142° 09′ O | unbewohnt        | 0,03       |
| Mabuiag          |               | 09° 57′ S, 142° 11′ O | 210              | 6,38       |
| Mipe             |               | 09° 58′ S, 142° 10′ O | unbewohnt        | 0,11       |
| Passage Island   | Bupu          | 09° 59′ S, 142° 14′ O | unbewohnt        | 0,07       |
| Pelican Island   | Subur         | 09° 58′ S, 142° 13′ O | unbewohnt        | 0,02       |
| Pulu             |               | 09° 57′ S, 142° 10′ O | unbewohnt        | 0,17       |
| Red Fruit        |               | 09° 56′ S, 142° 11′ O | unbewohnt        | 0,015      |
| Talab            | Middle Island | 09° 57′ S, 142° 13′ O | unbewohnt        | 0,10       |
| Warakuikul Talab | North Island  | 09° 57′ S, 142° 13′ O | unbewohnt        | 0,05       |
| Widul            | Yadi          | 09° 57′ S, 142° 10′ O | unbewohnt        | 0,44       |
| Kongan Rock      |               | 09° 57′ S, 142° 10′ O | unbewohnt        | 0,0381     |

Das Gebiet umfasst – einschließlich der Meeresgebiete zwischen den Inseln – etwa eine Fläche von 30 Quadratkilometern.
Verwaltungstechnisch gehört die Inselgruppe zu den Western Islands, einer Inselregion im Verwaltungsbezirk Torres Shire von Queensland.